# Błagoja Widiniḱ
Błagoja Widiniḱ (cyryl. Благоја Видиниќ; ur. 11 listopada 1934 w Skopju, Królestwo Jugosławii, zm. 29 grudnia 2006 w Strasburgu, Francja) – jugosłowiański piłkarz narodowości macedońskiej, a po zakończeniu kariery trener. Podczas kariery występował na pozycji bramkarza.

## Kariera piłkarska
Karierę piłkarską Błagoja Widiniḱ rozpoczął w 1952 roku w Wardarze Skopje. W klubie ze Skopja grał do 1955 roku. W latach 1955–1961 występował w Radničkach Belgrad. Lata 1962–1964 grał w innym belgradzkim klubie OFK, z którym zdobył Puchar Jugosławii 1962. W 1964 roku wyjechał z ojczyzny do szwajcarskiego FC Sion, w którym grał do 1966 roku. Z klubem ze Sionu zdobył Puchar Szwajcarii 1965. Ostatnie 3 lata kariery spędził w klubach amerykańskich: Los Angeles Toros, San Diego Toros i St. Louis Stars, gdzie zakończył karierę piłkarską w 1969 roku.

## Kariera reprezentacyjna
W reprezentacji Jugosławii Widiniḱ zadebiutował 1956 roku. W tym samym roku wywalczył srebrny medal olimpijski na Igrzyskach Olimpijskich w Melbourne. Cztery lata później ponownie uczestniczył w Igrzyskach Olimpijskich w Rzymie i zdobył tym razem z reprezentacją Jugosławii złoty medal olimpijski. Dwa miesiące wcześniej osiągnął swój największy sukces w karierze w postaci wicemistrzostwa Europy. Jugosławia, z Błagoją Widiniḱem w składzie przegrała w finale z reprezentacją ZSRR. Ogółem w reprezentacji rozegrał 8 spotkań.

## Kariera trenerska
Po zakończeniu kariery piłkarskiej Błagoja Widiniḱ został trenerem piłkarskim. Karierę trenerską zaczął w 1970 roku z reprezentacji Maroka, z którą uczestniczył Mistrzostwach Świata. Był to pierwszy udział Maroka, a drugi drużyny z Afryki w Mistrzostwach Świata. Maroko przegrała na Mundialu z reprezentacją RFN 1–2 (prowadząc niespodziewanie do przerwy) i reprezentacją Peru 0–3 (remisując do przerwy) oraz zremisowała z reprezentacją Bułgarii 1–1.
Cztery lata później Błagoja Widiniḱ prowadząc reprezentację Zairu wygrał Puchar Narodów Afryki 1974 pokonując w finale reprezentację Zambii. Trzy miesiące potem uczestniczył ponownie w Mistrzostwach Świata, jednakże Zair przegrał wszystkie trzy mecze grupowe z reprezentacją Szkocji 0–2, reprezentacją Jugosławii 0–9 i reprezentacją Brazylii 0–3.
Ostatnią znaną pracą trenerską Błagoji Widiniḱa było prowadzenie reprezentacji Kolumbii w latach 1976–1979, gdzie został zastąpiony przez Argentyńczyka Carlosa Bilardo.